# Folau Fakatava
Pas d'image ? Cliquez ici

a Compétitions nationales et continentales officielles uniquement.

b Matchs officiels uniquement.
Dernière mise à jour le 21 octobre 2023.
Folau Fakatava né le 16 décembre 1999 à Nukuʻalofa (Tonga), est un joueur de rugby à XV international néo-zélandais d'origine tongienne évoluant au poste de demi de mêlée. Il joue avec la franchise néo-zélandaise des Highlanders en Super Rugby depuis 2019.

## Biographie

### Jeunesse et formation
Folau Fakatava est né à Nukuʻalofa aux Tonga, et grandit à proximité, dans le village de Ma'ufanga au sein d'une famille avec sept enfants,. Il joue d'abord au football, avant de passer au rugby à XV lorsqu'il entre au lycée. En 2015, il représente l'équipe des Tonga de touch rugby, au sein des équipes homme et mixte, à l'occasion des Jeux du Pacifique de 2015,.
Toujours en 2015, il est sélectionné avec une sélection scolaire tongienne, et dispute un tournoi en Nouvelle-Zélande, où il affronte des lycées de la région d'Auckland. Fakatava souhaite alors profiter de cette opportunité afin de tenter d'obtenir une bourse d'études dans ce pays. Repéré par son talent, il se voit proposer des offres de la part du King's College (en) et du Aorere College (en) basés à Auckland, ainsi que de la Hastings Boys' High School (en) située dans la région de Hawke's Bay. Il fait finalement le choix de cette dernière, et déménage à Hastings en 2016. Sur place, il est hébergé dans une famille d'origine tongienne habitant à Flaxmere dans la banlieue d'Hastings. Après une adaptation difficile, en raison de sa faible maîtrise de l'anglais et de l'éloignement familial, il devient un élément important de l'équipe de rugby de l'établissement grâce à son talent et sa persévérance,.
Lors de ses deux années de scolarité à Hastings, il joue avec l'équipe première de son établissement, avec qui il obtient de bons résultats. En effet, en 2016 son équipe atteint la finale du championnat national scolaire, où elle s'incline contre Mount Albert Grammar School (en). L'année suivante, Hastings BHS termine la saison invaincue, et remporte le championnat,.
Fakatava joue également avec l'équipe des Hurricanes dans la catégorie des moins de 18 ans en 2017, puis en moins de 20 ans l'année suivante,.
Grâce à ses performances avec l'équipe de son lycée, il est sélectionné avec l'équipe des Barbarians scolaires néo-zélandais (sélection scolaire réserve) en 2016, à l'occasion d'un match contre leurs homologues australiens,. L'année suivante, il manque d'être sélectionné avec la sélection scolaire néo-zélandaise (en) en raison d'une blessure.

### Début de carrière (2018-)
Après avoir terminé le lycée, Folau Fakatava signe un contrat de deux saisons avec la province de Hawke's Bay, disputant le NPC,. Avant de débuter au niveau professionnel, il joue dans un premier temps avec le club amateur de Hastings RSC dans le championnat de la région de Hawke's Bay. Avec cette équipe, il réalise de bonnes performances, il est considéré comme le meilleur demi de mêlée de la région.
Au début de l'année 2018, la maison des parents de Fakatava est démolie lors du passage du cyclone Gita sur les îles Tonga. Il décide alors d'en financer la reconstruction grâce à ses économies, et de l'argent donné par ses coéquipiers,.
En août 2018, alors qu'il est âgé de 18 ans, il fait ses débuts professionnels avec Hawke's Bay contre Southland. Lors de cette première saison au niveau professionnel, il dispute huit rencontres, pour seulement une titularisation, et inscrit deux essais. Il est alors essentiellement utilisé comme doublure du All Black Brad Weber, avec qui il poursuit son apprentissage du haut niveau,.
Auteur d'une première saison convaincante au niveau professionnel, il signe un contrat de trois saisons avec la franchise des Highlanders, à partir de la saison 2019 de Super Rugby,. Il est considéré comme le troisième demi de mêlée de la franchise, derrière l'expérimenté All Black Aaron Smith et de son habituelle doublure Kayne Hammington (en). Fakatava bénéficie alors de l'expérience de Smith lors des entrainements pour l'aider dans sa progression,. Il fait ses débuts en Super Rugby à l'âge de 19 ans, en tant que remplaçant le 1er mars 2019 contre les Melbourne Rebels. En avril, il profite de l'indisponibilité de Smith pour jouer deux autres matchs, toujours en sortie de banc,. Finalement, il dispute trois rencontres lors de sa première saison avec les Highlanders, et un total de 43 minutes sur le terrain. Malgré son faible temps de jeu, il est considéré comme un grand espoir national au poste de demi de mêlée, et la potentielle relève d'Aaron Smith,.
Lors de la saison 2019 de NPC, Fakatava profite de l'absence de Brad Weber, retenu avec les All Blacks pour la Coupe du monde au Japon, pour s'imposer comme le titulaire indiscutable de Hawke's Bay,. Il joue onze des douze rencontres de son équipe, toutes en tant que titulaire, et inscrit quatre essais. Hawke's Bay réalise alors une bonne saison, et ils parviennent jusqu'en finale du Championship (deuxième division du NPC), où ils s'inclinent face à Bay of Plenty,.
Lors de la saison 2020 de Super Rugby, il connaît sa première feuille de match en mars 2020, à l'occasion d'un match contre les Jaguares, mais n'entre pas en jeu. La semaine suivante, la saison est arrêtée en raison de la pandémie de Covid-19, sans qu'il ait eu le temps de fouler le terrain. Il fait son retour à la compétition lors du Super Rugby Aotearoa en juin 2020. Toujours comme doublure d'Aaron Smith, il joue deux rencontres lors de la compétition, et confirme son statut de grand espoir,.
Plus tard en 2020, il réalise une nouvelle excellente saison avec Hawke's Bay, qui remportent la finale du Championship face à Northland, obtenant ainsi une promotion pour la Premiership (première division du NPC). D'un point de vue personnel, Fakatava continue sur la lancée de sa précédente saison, disputant douze matchs (dont dix titularisations), et inscrivant deux essais,. Il est alors considéré comme le meilleur joueur de son équipe, et reçoit en plus le trophée du meilleur joueur du championnat,.
Grâce à sa nationalité tongienne, il est retenu avec les Moana Pasifika, une sélection représentant les îles du Pacifique, pour affronter les Māori All Blacks le 5 décembre 2020,.
En avril 2021, après un bon début de saison avec les Highlanders, il se blesse gravement au genou lors d'un match face aux Crusaders, ce qui l'écarte des terrains pour le restant de l'année,.
Revenu à la compétition au début de l'année 2022, il dispute quinze matchs avec son équipe, dont trois titularisations. Il reste la doublure de Smith par rapport à sa moindre expérience, et sa capacité à accélérer le rythme lorsqu'il en entre en jeu en deuxième mi-temps,.
En 2022 également, il affirme sa volonté de représenter au niveau international son pays d'adoption, la Nouvelle-Zélande, plutôt que les Tonga. Néanmoins, cette décision est mise en difficulté par le récent changement des règles d'éligibilité au niveau international, qui demandent désormais un temps de résidence de cinq ans au lieu de trois. Ceci repousse théoriquement l'éligibilité de Fakatava avec la Nouvelle-Zélande en 2023, puisque la période avant sa majorité ne compte pas,. La fédération néo-zélandaise et lui-même obtiennent finalement une dispense par World Rugby, lui permettant de jouer pour les All Blacks dès 2022.
En juin 2022, il est sélectionné pour la première fois avec les All Blacks par Ian Foster, afin de préparer une série de test-matchs face à l'Irlande,. Il obtient sa première cape lors du deuxième match de la série le 9 juillet 2022 à Dunedin.

## Palmarès

### En club
- Vainqueur du Championnat scolaire néo-zélandais en 2017 avec Hastings Boys' High School.
- Vainqueur du NPC Championship en 2020 avec Hawke's Bay.
- Finaliste du NPC en 2023 avec Hawke's Bay.